# Južni otok (otočje McDonald)
Južni otok je stijena koja leži 43 km zapadno od otoka Heard (Otok Heard i otočje McDonald) i najjužnija je točka otočja McDonald. ANARE (Australska nacionalna antarktička istraživačka ekspedicija) je 1948. istražila otok i dodijelila mu ovaj opisni naziv.